# みんなのうたベスト
「みんなのうたベスト」は、ミドリカワ書房のベストアルバム。2010年10月20日発売。

## 概要
初のベストアルバム。これまで発表した作品の中から選曲された15曲＋書き下ろし新曲「みんなのうた」の全16曲で構成。
初回限定盤はボーナスディスク「没曲たち」が付いた2枚組。ちなみに「没曲たち」というタイトルは、同年にリリースされたAKB48のベストアルバム「神曲たち」のパロディ。
ジャケットにはミドリカワ書房本人が初めて登場した。また、ジャケットに写っているキャラクターは「ベッちゃん」。児玉裕一の発案により誕生した。ちなみに、ジャケットには過去のアルバムジャケットに登場した子ども達を起用しようとオファーしたが、すでに芸能界を引退していた子がいること、ギャラ削減という理由から断念された。

## 収録曲
1. Introduce (0:54)
茂木淳一による録り下ろしナレーション。
2. 顔2005 (4:10)
初出：1stアルバム「みんなのうた+α」
3. 誰よりもあなたを (4:13)
初出：3rdアルバム「みんなのうた3」
4. OH! Gメン (4:57)
初出：2ndアルバム「みんなのうた2」
5. それぞれに真実がある(Single Version) (4:52)
初出：1stアルバム「みんなのうた」
本作には後にリアレンジされたシングルバージョンで収録。
6. ごめんな (4:43)
初出：3rdアルバム「みんなのうた3」
7. 保健室の先生 (4:24)
初出：1stアルバム「みんなのうた」
8. 私の恋愛 (3:58)
初出：3rdアルバム「みんなのうた3」
9. 大丈夫 (4:43)
初出：4thアルバム「みんなのうた4"ever"」
10. リンゴガール (4:04)
初出：2ndシングル曲、2ndアルバム「みんなのうた2」
11. 愛なるは (4:44)
初出：4thアルバム「みんなのうた4"ever"」
12. 母さん (5:09)
初出：2ndアルバム「みんなのうた2」
13. 恍惚の人 (6:22)
初出：2ndアルバム「みんなのうた2」
14. 馬鹿兄弟 (6:47)
初出：1stアルバム「みんなのうた」
15. I am a mother (4:32)
初出：ミニアルバム「家族ゲーム」
16. ミドシンを聴きながら (4:20)
初出：4thアルバム「みんなのうた4"ever"」
17. みんなのうた (6:44)
クリスマスがテーマの新曲。テーマを一般募集し、それに沿って曲を制作するという手法で作られた。

### 没曲たち (初回限定盤DISC)
1. コスモス (4:09)
彼女に振られてヤケになる男の歌。
2. おばけ (4:17)
小さな子どもの幽霊を見た女の歌。
3. 神 (2:57)
非人道的な人間に制裁を下す神の歌。
4. 喫茶コバルト (5:58)
喫茶店の店員と、その元夫である常連の客の歌。
5. あなたと今夜こそ (5:27)
「君と今夜こそ」の続編。
6. くたばれ! 花粉 (2:15)
花粉症の男の歌。